# Associated British Foods
Associated British Foods plc is een Britse retail- en voedingsmultinational met hoofdkantoor in het Verenigd Koninkrijk, in Londen. Het bedrijf is een van de grootste producenten van suiker en haar retailafdeling, Primark, heeft ongeveer 300 winkels in België, Nederland, Duitsland, Ierland, Oostenrijk, Portugal, Spanje en het Verenigd Koninkrijk.
Associated British Foods is genoteerd op de beurs van Londen (London Stock Exchange) en behoort tot de FTSE 100 index.

## Enkele merken en producten
- Primark (retail)
- Mazola
- Jordans (ontbijtgranen)
- Twinings (thee)